# Stamáta
Stamáta är en ort i Grekland.   Den ligger i prefekturen Nomarchía Anatolikís Attikís och regionen Attika, i den sydöstra delen av landet, 22 km nordost om huvudstaden Aten. Stamáta ligger 355 meter över havet och antalet invånare är 2 906.
Terrängen runt Stamáta är huvudsakligen kuperad, men den allra närmaste omgivningen är platt.Runt Stamáta är det tätbefolkat, med 286 invånare per kvadratkilometer. Närmaste större samhälle är Acharnes, 14,2 km väster om Stamáta. Trakten runt Stamáta består till största delen av jordbruksmark.